# جونز (ایلینوی)
جونز (به انگلیسی: Jones) یک منطقهٔ مسکونی در ایالات متحده آمریکا است که در شهرستان کولز، ایلینوی واقع شده‌است. جونز ۲۲۴٫۹۵ متر بالاتر از سطح دریا واقع شده‌است.